# Peperomia lanceolatopeltata
Peperomia lanceolatopeltata är en pepparväxtart som beskrevs av C. Dc.. Peperomia lanceolatopeltata ingår i släktet peperomior, och familjen pepparväxter. Inga underarter finns listade i Catalogue of Life.